# Rivière Sainte-Marie (Michigan-Ontario)
Pour les articles homonymes, voir Rivière Sainte-Marie.
La rivière Sainte-Marie (St. Marys River en anglais) est un cours d'eau provenant du lac Supérieur ; depuis l'extrémité de Whitefish Bay, elle coule sur 120 kilomètres (74.5 milles) en direction du sud-est pour aller se jeter dans le lac Huron. Sur toute sa longueur, la Sainte-Marie est une frontière internationale séparant le Michigan aux États-Unis de l'Ontario au Canada.

## Géographie
Sur son cours se trouvent les villes jumelles de Sault Ste. Marie (Ontario) et Sault Ste. Marie (Michigan). La Sainte-Marie compte de nombreux rapides ; aussi, pour permettre aux bateaux de passer du lac Supérieur au lac Huron, les Écluses du Sault ont été construites.
Avant l'arrivée des Européens, les Amérindiens locaux ont pêché, commercé, et maintenu une activité de portage autour des rapides. L'explorateur français Étienne Brûlé fut le premier Européen à atteindre le plus haut point de ceux-ci, en 1621. En 1641, des prêtres jésuites Isaac Jogues et Charles Raymbault ont fait le même itinéraire que Brûlé. Ils rencontrèrent la tribu Ojibwé près des rapides et leur donnèrent le nom de Sault Ste. Marie.
Depuis l'an 2000, la rivière Sainte-Marie est inscrite au réseau des rivières du patrimoine canadien.